# Запорожское (Межевский район)
Запорожское (укр. Запорізьке) — село,
Межевский поселковый совет,
Межевский район,
Днепропетровская область,
Украина.
Код КОАТУУ — 1222655104. Население по переписи 2001 года составляло 98 человек.

## Географическое положение
Село Запорожское находится в 0,5 км от пгт Межевая и в 1-м км от села Новолозоватовка.
По селу протекает пересыхающий ручей с запрудой.
Рядом проходит автомобильная дорога Т-0428.

## История
- 1860 — дата основания.